# SN 2005jq
SN 2005jq – supernowa typu IIn odkryta 30 października 2005 roku w galaktyce A202947+0108. W momencie odkrycia miała maksymalną jasność 21,30m.